# Jardín Botánico Ness

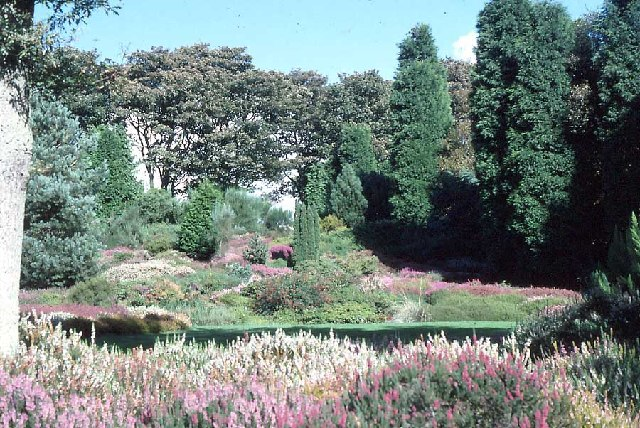
El jardín de brezos, en el Ness Botanic Gardens.

El Jardín Botánico Ness en inglés: Ness Botanic Gardens es un jardín botánico de Inglaterra, que depende administrativamente de la Universidad de Liverpool.

## Localización
Se encuentra en Ness, Neston, South Wirral CH64 4AY , cerca de Chester, Inglaterra.
Teléfono: 0151 353 0123 

## Historia
El Jardín Botánico Ness se ha ido desarrollando desde que el comerciante de la industria del algodón de Liverpool, Arthur Kilpin Bulley comenzó su creación en 1898. 
Bulley, muy interesado en el mundo vegetal financió expediciones con los recolectores George Forrest y Frank Kingdon Ward, para traer plantas de los Himalayas y las montañas de China con el propósito de aclimatarlas en Inglaterra. 
De los cientos de plantas que se trajeron de los países asiáticos, por ejemplo dos especies introducidas por Forrest, Rhododendron griersonianum y Camellia saluenensis, ambas se han usado en numerosos programas de hibridación, resultando numerosos híbridos actualmente comunes en Gran Bretaña. 
En 1948 su hija y heredera Lois donó el jardín botánico a la Universidad de Liverpool, partes del jardín están abiertas a la visita del público en general.

## Colecciones
Se encuentran numerosas especies raras, de las montañas del centro y este de Asia, tales como: Desfontainia spinosa, Gentiana sino-ornata, Magnolia campbellii ssp. mollicomata, Primula bulleyana, Primula forrestii, Primula vialii, Pieris formosa var. forrestii, 
Las plantas se encuentran agrupadas en:
- Rocalla,
- Rododendros,
- Azaleas,
- Casa de plantas áridas
- Casa de plantas alpinas,
- Zona de los brezos,
- Especímenes de praderas,
- Jardín de hierbas y Laburnum,
- Plantas acuáticas,
- Pinetum,